# David Nwaba
David U. Nwaba (Los Angeles, 14 gennaio 1993) è un cestista statunitense con cittadinanza nigeriana.

## Biografia
Ha origini nigeriane, in quanto i suoi genitori sono della tribù degli Igbo. Ha due fratelli e tre sorelle.

## Carriera

### Los Angeles Lakers (2017)
Dopo non essere stato scelto al Draft NBA 2016 si aggregò al roster dei Reno Bighorns in D-League; il 30 ottobre 2016 i Bighorns lo cedettero ai Los Angeles D-Fenders, squadra affiliata ai Los Angeles Lakers (che sono la squadra della sua città Natale). il 28 febbraio 2017, firmò un contratto coi Los Angeles Lakers, per la quale debuttò la sera stessa nella sconfitta casalinga contro gli Charlotte Hornets. Giocò 20 partite con i gialloviola, impressionando positivamente soprattutto per il suo spirito combattivo. Restò con la squadra californiana fino a quando questi decisero di tagliarlo il 12 luglio 2017 per poter mettere sotto contratto il free agent Kentavious Caldwell-Pope.

### Chicago Bulls (2017-2018)
Il 14 luglio 2017 (due giorni dopo il taglio) i Chicago Bulls reclamarono il suo contratto dei Lakers, inserendolo così nel roster. Con i tori Nwaba trovò molto spazio, giocando anche varie partite (21) da titolare, oltre alle 70 stagionali. Ciononostante a fine stagione lasciò la franchigia dell'Illinois.

### Cleveland Cavaliers (2018-2019)
Il 2 agosto 2018 firmò con i Cleveland Cavaliers. Il 10 marzo 2019 segnò 22 punti nella sconfitta per 113-107 contro i Brooklyn Nets. A fine anno non rinnovò il proprio contratto con i Cavs.

### Brooklyn Nets (2019-2020)
Il 17 luglio 2019 firmò con i Brooklyn Nets. Il 3 gennaio, a seguito di un infortunio al tendine d'achille che lo costrinse a chiudere anzitempo la stagione, venne tagliato.

### Houston Rockets (2020-)
Il 24 giugno 2020, vista l'emergenza dovuta al COVID-19 che costrinse l'NBA a posticipare il finale di stagione, tornò a disposizione e firmò con gli Houston Rockets.

## Statistiche

### NCAA
| Anno      | Squadra           | PG | PT | MP   | TC%  | 3P%  | TL%  | RP  | AP  | PRP | SP  | PP   |
| --------- | ----------------- | -- | -- | ---- | ---- | ---- | ---- | --- | --- | --- | --- | ---- |
| 2013-2014 | Cal Poly Mustangs | 34 | 31 | 23,8 | 52,6 | -    | 68,6 | 4,8 | 1,2 | 0,8 | 0,6 | 11,7 |
| 2014-2015 | Cal Poly Mustangs | 24 | 20 | 26,8 | 42,8 | 20,0 | 63,6 | 4,7 | 1,5 | 1,3 | 0,6 | 11,4 |
| 2015-2016 | Cal Poly Mustangs | 30 | 27 | 28,0 | 46,2 | 14,3 | 62,3 | 6,3 | 3,5 | 1,2 | 0,5 | 12,5 |
| Carriera  | Carriera          | 88 | 78 | 26,0 | 47,3 | 16,7 | 65,0 | 5,3 | 2,0 | 1,1 | 0,6 | 11,9 |

#### Massimi in carriera
- Massimo di punti: 25 vs California-Irvine (3 marzo 2016)[10]
- Massimo di rimbalzi: 13 (2 volte)
- Massimo di assist: 8 vs Maryland-Baltimore County (22 novembre 2015)
- Massimo di palle rubate: 5 vs California State-Dominguez Hills (14 dicembre 2013)
- Massimo di stoppate: 3 (3 volte)
- Massimo di minuti giocati: 36 (2 volte)

### NBA

#### Regular season
| Anno      | Squadra             | PG  | PT | MP   | TC%  | 3P%  | TL%  | RP  | AP  | PRP | SP  | PP  |
| --------- | ------------------- | --- | -- | ---- | ---- | ---- | ---- | --- | --- | --- | --- | --- |
| 2016-2017 | L.A. Lakers         | 20  | 2  | 19,9 | 58,0 | 20,0 | 64,1 | 3,2 | 0,7 | 0,6 | 0,4 | 6,0 |
| 2017-2018 | Chicago Bulls       | 70  | 21 | 23,5 | 47,8 | 34,6 | 65,5 | 4,7 | 1,5 | 0,8 | 0,4 | 7,9 |
| 2018-2019 | Cleveland Cavaliers | 51  | 14 | 19,3 | 48,1 | 32,0 | 68,2 | 3,2 | 1,1 | 0,7 | 0,3 | 6,5 |
| 2019-2020 | Brooklyn Nets       | 20  | 0  | 13,4 | 52,1 | 42,9 | 66,7 | 2,3 | 0,4 | 0,6 | 0,6 | 5,2 |
| 2020-2021 | Houston Rockets     | 30  | 9  | 22,6 | 48,6 | 27,0 | 69,1 | 3,9 | 1,0 | 1,0 | 0,7 | 9,2 |
| 2021-2022 | Houston Rockets     | 46  | 4  | 13,2 | 48,3 | 30,6 | 71,6 | 3,3 | 0,8 | 0,6 | 0,4 | 5,1 |
| Carriera  | Carriera            | 237 | 50 | 19,3 | 49,0 | 32,0 | 67,3 | 3,7 | 1,0 | 0,7 | 0,4 | 6,8 |

#### Massimi in carriera
- Massimo di punti: 22 (2 volte)[11]
- Massimo di rimbalzi: 11 (4 volte)
- Massimo di assist: 5 (4 volte)
- Massimo di palle rubate: 4 vs Chicago Bulls (18 gennaio 2021)
- Massimo di stoppate: 4 vs Los Angeles Lakers (28 dicembre 2021)
- Massimo di minuti giocati: 41 vs Washington Wizards (15 febbraio 2021)

### G League
| Anno      | Squadra           | PG | PT | MP   | TC%  | 3P%  | TL%  | RP  | AP  | PRP | SP  | PP   |
| --------- | ----------------- | -- | -- | ---- | ---- | ---- | ---- | --- | --- | --- | --- | ---- |
| 2016-2017 | L.A. D-Fenders    | 40 | 31 | 28,7 | 64,9 | 25,0 | 61,2 | 6,9 | 1,1 | 1,4 | 1,2 | 14,1 |
| 2022-2023 | Motor City Cruise | 27 | 24 | 32,1 | 55,6 | 25,5 | 73,4 | 8,6 | 3,1 | 1,2 | 1,0 | 15,8 |
| 2023-2024 | Motor City Cruise | 15 | 0  | 24,6 | 49,1 | 29,4 | 67,6 | 5,1 | 1,9 | 1,1 | 1,2 | 10,7 |
| Carriera  | Carriera          | 82 | 55 | 29,1 | 59,0 | 26,2 | 65,5 | 7,1 | 1,9 | 1,3 | 1,1 | 14,0 |

### Eurocup
| Anno      | Squadra      | PG | PT | MP   | TC%  | 3P%  | TL%  | RP  | AP  | PRP | SP  | PP   |
| --------- | ------------ | -- | -- | ---- | ---- | ---- | ---- | --- | --- | --- | --- | ---- |
| 2023-2024 | London Lions | 9  | 7  | 24,5 | 62,5 | 44,4 | 76,2 | 5,2 | 2,2 | 1,4 | 1,0 | 14,0 |
| Carriera  | Carriera     | 9  | 7  | 24,5 | 62,5 | 44,4 | 76,2 | 5,2 | 2,2 | 1,4 | 1,0 | 14,0 |

## Palmarès

### Squadra
- British Basketball League: 1

London Lions: 2023-2024

### Individuale
- All-NBDL All-Defensive First Team (2017)
- All-NBDL All-Rookie First Team (2017)